# Sân bay quốc tế

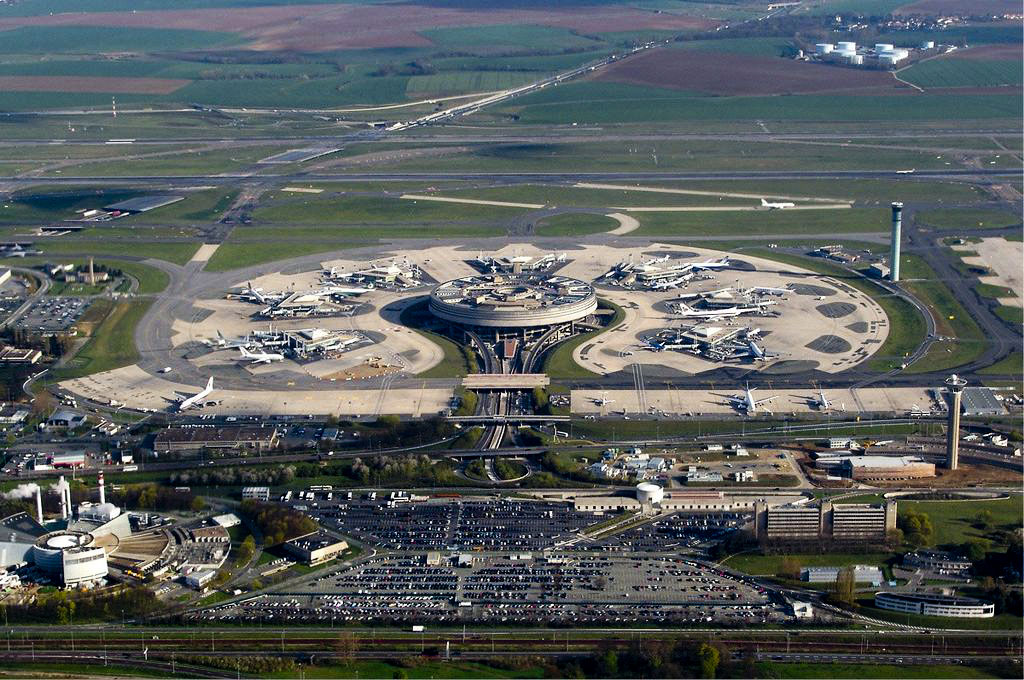
Nhà ga T1 sân bay Paris-Charles de Gaulle.

Một sân bay quốc tế là một sân bay thường được trang bị các trang thiết bị hải quan và nhập cư để xử lý các chuyến bay quốc tế đến và đi từ các nước khác. Sân bay này thường lớn hơn, và so với sân bay nội địa, sân bay quốc tế thường có đường băng dài hơn và cơ sở vật chất tốt hơn để thích ứng với máy bay lớn thường được sử dụng cho các tuyến quốc tế hoặc liên lục địa. Sân bay quốc tế thường phục vụ cả các chuyến bay nội địa cùng với cho các chuyến bay quốc tế. Ở nhiều nước nhỏ hơn hầu hết các sân bay đều là sân bay quốc tế, vì vậy các khái niệm về một "sân bay quốc tế" không có ý nghĩa chính xác. Tuy nhiên ở một số nước, có một tiểu thể loại sân bay quốc tế hạn chế, xử lý các chuyến bay quốc tế, nhưng được giới hạn cho các điểm đến đường ngắn (thường là do yếu tố địa lý) hoặc các sân bay hỗn hợp dân sự / quân sự.
Nhiều sân bay phục vụ các tuyến bay quốc tế thường xuyên có từ "quốc tế" trong tên chính thức của chúng, nhưng những sân bay khác, bao gồm cả các sân bay lớn như sân bay London Heathrow, sân bay Detroit Metropolitan Wayne, và sân bay liên lục địa George Bush không có chữ "quốc tế" trong tên gọi. Ngược lại, một số sân bay mà tự gọi mình là sân bay quốc tế, đặc biệt là ở các thành phố nhỏ Hoa Kỳ, trên thực tế không có các tuyến bay quốc tế thường trực nhưng có hải quan và nhập cư cơ sở vật chất phục vụ các chuyến bay thuê chuyến, vận chuyển hàng hoá và các chuyến bay hàng không tổng hợp. Tại nhiều trong số sân bay này hải quan và các dịch vụ nhập cư chỉ được thông báo vài giờ trước. Một ví dụ của sân bay này là Gerald R. Ford Sân bay quốc tế ở Grand Rapids, Michigan. Một số khác, chẳng hạn như sân bay quốc tế Gary / Chicago tại Gary, Indiana, trên thực tế không phải là sân bay quốc tế gì hết, không được chỉ định như sân bay nhập cảnh nhưng mong muốn trở thành như vậy trong tương lai và thêm "sân bay quốc tế" vào tên của chúng như là một công cụ tiếp thị.